# František Čůta
František Čůta (15. listopadu 1898 Lomnice nad Lužnicí – 15. března 1986 Praha) byl český analytický chemik, profesor na VŠCHT v Praze.
Spolu s kolegou Karlem Kámenem jsou autory univerzálního acidobazického indikátoru, který objevili v roce 1935. Pomocí jejich univerzálního acidobazického indikátoru lze odhadnout kyselost či naopak alkalitu zkoumaných roztoků, tedy pH, a to v mezí od 1,2 do 12,7. Před objevem univerzálního indikátoru bylo určení pH zdlouhavé a vyžadovalo řadu specifických indikátorů.
Profesorem byl jmenován v roce 1946, v roce 1956 se stal členem korespondentem ČSAV. V letech 1961–1972 byl předsedou Československé společnosti chemické.